# Sputnik V
Sputnik V (rusky Спутник V) je původem ruská vakcína proti covidu-19, kterou vyvinul v roce 2020 moskevský Gamalejův institut. Ruské ministerstvo zdravotnictví ji 11. srpna 2020 registrovalo jako Gam-KOVID-Vak (rusky Гам-КОВИД-Вак). Jde o vakcínu s virovým vektorem, využívající lidský adenovirus. Podle předběžných výsledků ruské studie z 2. února 2021 (která byla později zpochybněna), publikované v odborném časopise The Lancet dosahuje vakcína účinnosti 91 procent.
V červnu 2022 byly odhaleny statistické nevěrohodnosti týkající se této studie. Časopis Lancet vyzval Ruské autory studie k objasnění
Sputnik V byl původně schválen pro distribuci v Rusku na základě předběžných výsledků studií fáze I – II, které byly zveřejněny 4. září 2020.
Rychlé schválení vakcíny počátkem srpna se setkalo s rozsáhlou kritikou především v zahraničních sdělovacích médiích. Vyvolalo diskuse ve vědecké komunitě, zda bylo toto rozhodnutí odůvodněné, vzhledem k nedostatku rozsáhlého vědeckého výzkumu potvrzujícího bezpečnost a účinnost vakcíny.  Předběžná kritika byla obsažena také v článku publikovaném v časopise The Lancet v listopadu 2020, podle ní vakcína vytvořila protilátky u všech testovaných osob a u nikoho se neobjevily závažné vedlejší účinky.
K prosinci 2020 vakcínu vyráběly ruské společnosti Generium (ГЕНЕРИУМ) a Binnofarm (Биннофарм). Testování vakcíny Sputnik V proběhlo ve státním výzkumném centru virologie a biotechnologie Vector poblíž Novosibirska, založeného v dobách Sovětského svazu kdy byl součástí státního podniku Biopreparat. Ústav Vector produkuje i vlastní vakcínu EpiVacCorona.
Na konci roku 2020 během III. fáze klinického testování byla prokázána 91,6% účinnost vakcíny Sputnik V. K 19. březnu 2021 udělilo povolení k nouzovému použití přípravku Sputnik V 57 států a území světa včetně dvou členských států Evropské unie (Maďarska a Slovenska). Celosvětově byla objednána více než jedna miliarda dávek této vakcíny k distribuci, dodáno bylo k říjnu 2021 okolo 48 miliónů (asi 4,8 %) do 61 zemí.
V současné době (leden 2022) není vakcína schválena Evropskou medicínskou agenturou (EMA) ani Světovou zdravotnickou organizací (WHO). EMA stále čeká na předání příslušné dokumentace, WHO dokumentaci dostalo a má naplánované inspekce továren na únor 2022 

## Princip fungování a složení

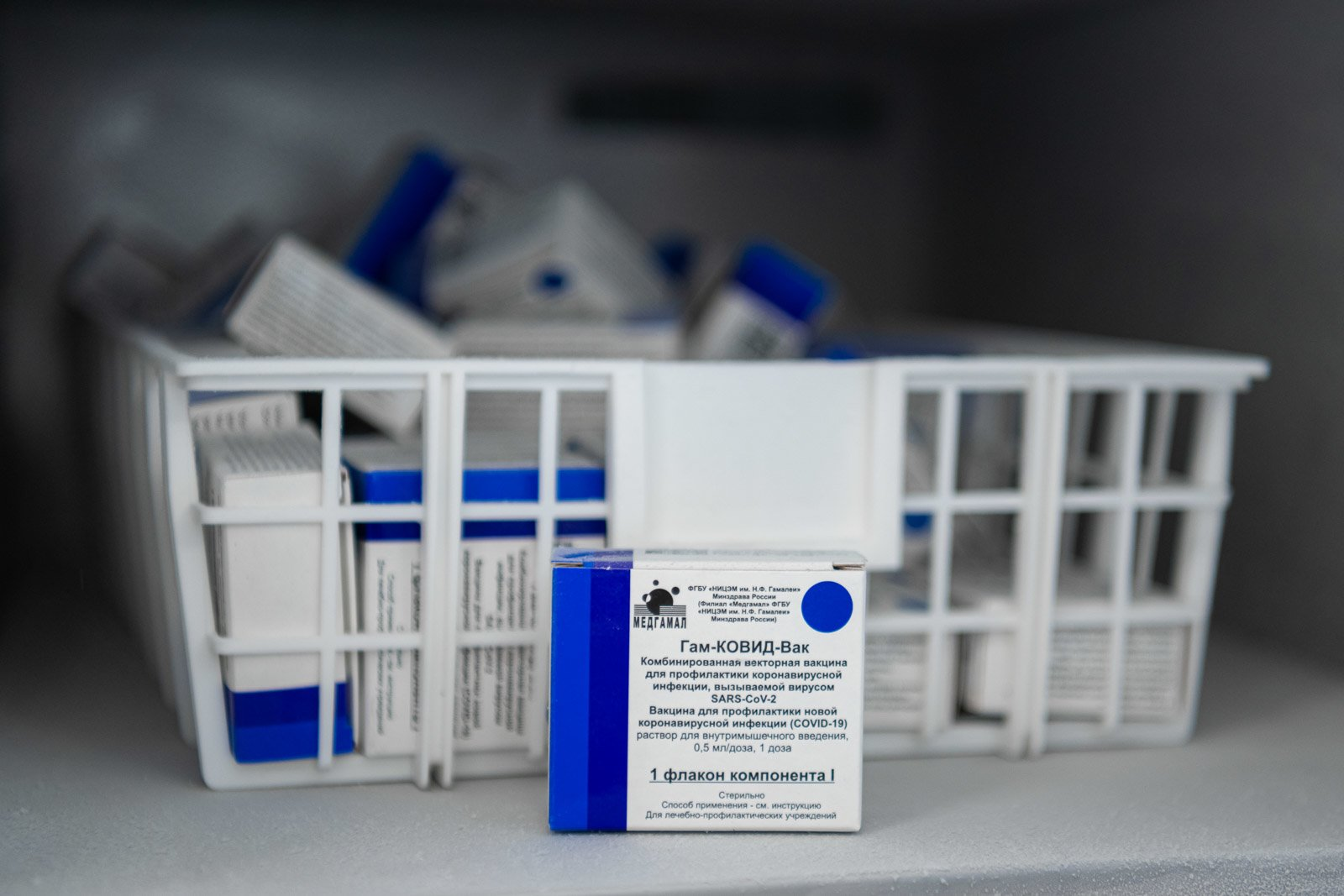
Balení vakcíny Gam-KOVID-Vak (Sputnik V)

Sputnik V využívá dva upravené lidské adenoviry (Ad26 v první dávce a Ad5 ve druhé dávce), do kterých je vložena informace pro syntézu spike-proteinu (hrotu obalu) koronaviru SARS-CoV-2, pomocí kterého virus proniká do lidské buňky. Jde tedy o virovou vektorovou vakcínu, která má jako základ málo nebezpečný DNA virus způsobující nanejvýš lehké rýmové onemocnění. Použití dvojice různých adenovirů zvyšuje účinnost vakcíny. První lidská vakcína s adenoviry byla poprvé schválena v červenci 2020 a byla určena proti ebole.
Krom adenovirů vakcína obsahuje:
- tris(hydroxymetyl)aminometan
- chlorid sodný
- sacharózu
- chlorid hořečnatý hexahydrát
- EDTA disodium dihydrát
- polysorbát 80
- etanol (95 %)
- vodu pro injekci.

Složení je tedy velmi podobné složení vakcíny Oxford–AstraZeneca, která místo trisu obsahuje histidin a místo lidských adenovirů obsahuje šimpanzí adenovirus. Uvažuje se tak o jejich kombinaci.
Vakcína se musí skladovat při teplotě 2–8 stupňů Celsia.
Po uvolnění vakcíny k použití byl povolený věk očkovaných nastaven na 18 až 60 let.
Ministerstvo zdravotnictví RF povolilo 26.12.2020 očkování Sputnikem V nad hranici 60 let 

## Historie

### Schválení v Rusku a zahájení testování

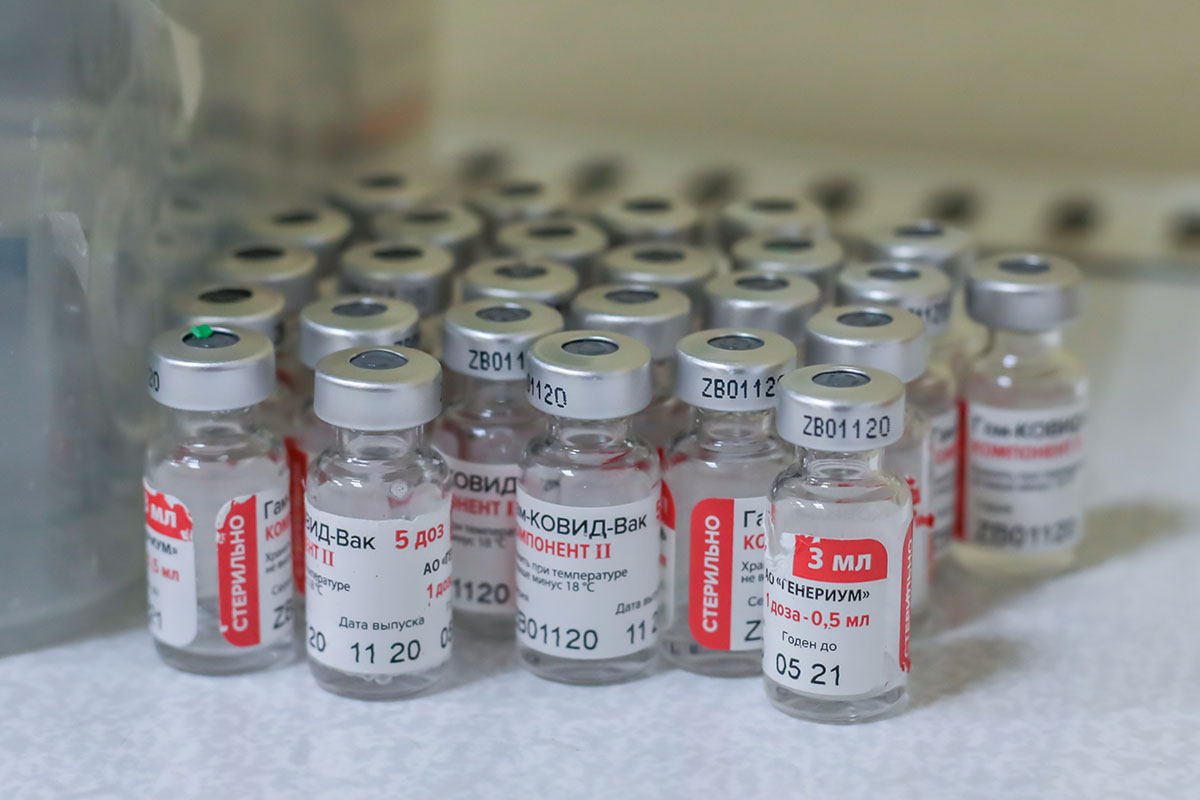
Lahvičky s vakcinací pro ruské občany a vojáky z řad odborníků

Schválení vakcíny ruským ministerstvem zdravotnictví oznámil 11. srpna 2020 ruský prezident Vladimir Putin; šlo podle něj o prověřenou látku, kterou dle jeho slov vyzkoušela jedna z jeho dcer. Jednalo se o první schválenou vakcínu proti covidu-19 na světě, k čemuž přispěl také fakt, že vznikla úpravou existující vakcíny proti jiným nemocem. Název vakcíny odkazuje na první umělou družici Země Sputnik 1. Podle Kirilla Dmitrijeva, šéfa Ruského fondu přímých investic (RDIF), písmeno V znamená „vítězství“ (anglicky: victory). V srpnu 2020 vedla Světová zdravotnická organizace (WHO) jednání s Ruskem jednání o schválení vakcíny.

### Začátek distribuce, prodeje a očkování

Distribuce vakcíny ve světě (únor 2021):
země, které používají vakcínu Sputnik V
používají a vyrábějí vakcínu
projevily zájem o získání vakcíny nebo ji již testují

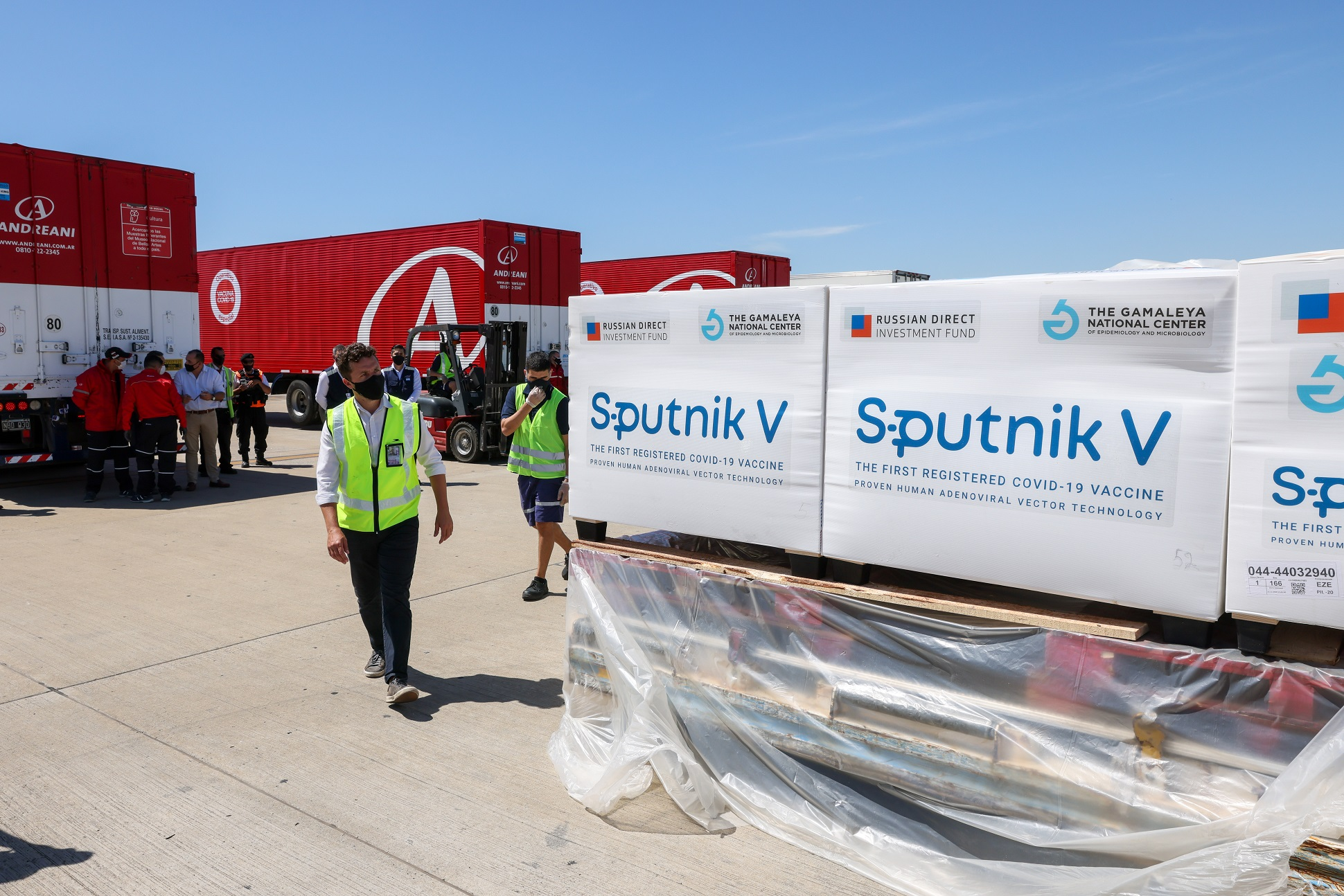
První dodávky ruské vakcíny do Argentiny

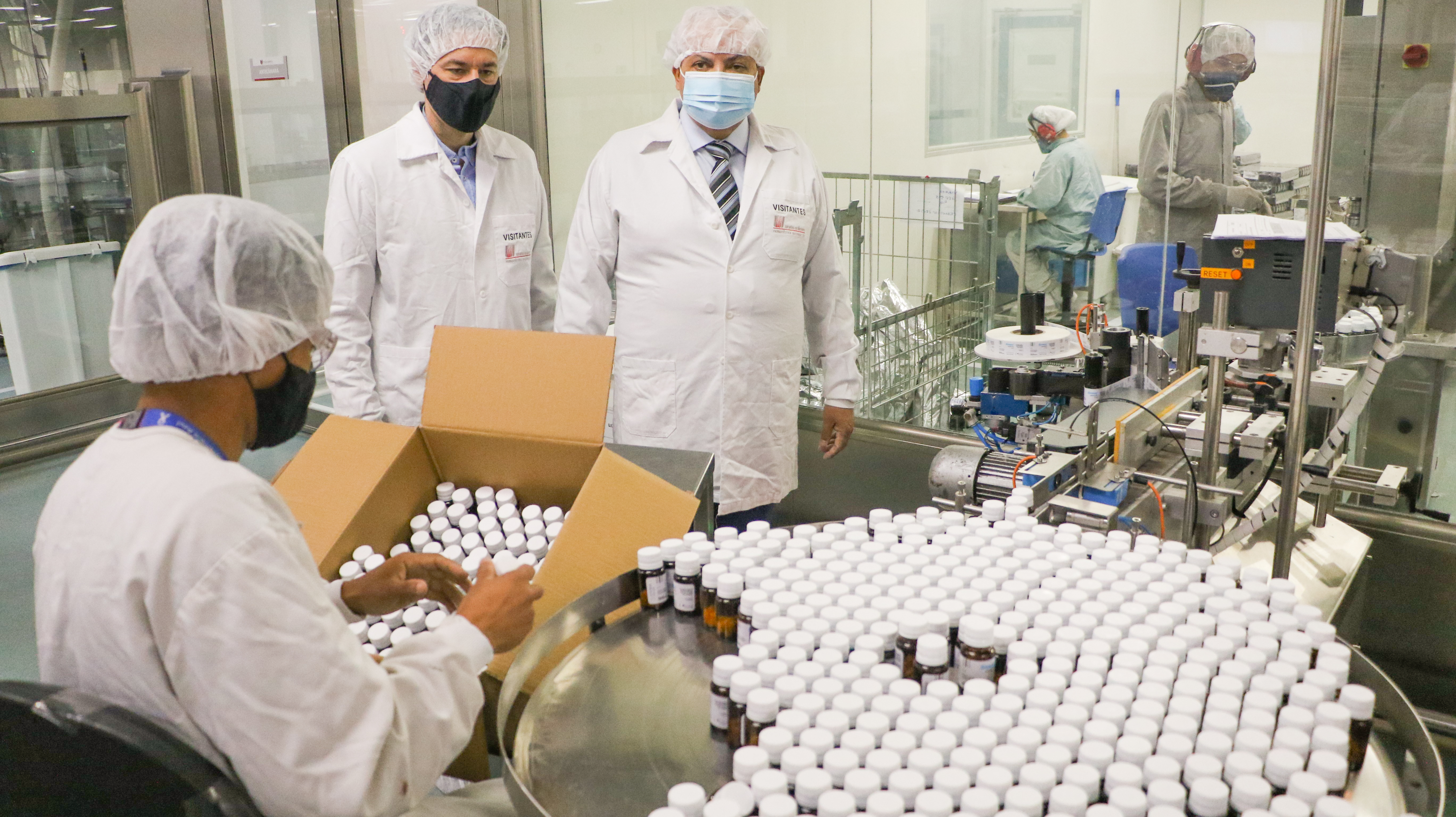
Guvernér Distrito Federal do Brasil navštěvuje závod na výrobu Sputniku V ve městě Brasília

Začátkem září začala vnitrostátní distribuce první šarže vakcíny a v polovině měsíce byla zahájena chybějící fáze testů se 40 tisíci dobrovolníků (z nich 10 tisíc mělo dostat placebo). Navzdory pokračujícím pochybnostem některých západních expertů o účinnosti a bezpečnosti látky byly údajně dohodnuty první smlouvy s jednotlivými státy (například Indie, Saúdská Arábie, Brazílie a Filipíny).
Koncem listopadu 2020 bylo oznámeno, že vakcína má dosahovat účinnost až 95 % (místo do té doby uváděných 91 %, resp. 92 %); oznámení přišlo krátce po oznámení podobné účinnosti konkurenčních vakcín Pfizer–BioNTech a Oxford–AstraZeneca. Na přelomu listopadu a prosince bylo zahájeno očkování ruské populace.
Dne 12. ledna 2021 uvedl ruský ministr zdravotnictví, že touto vakcínou bylo očkováno více než 800 000 Rusů a 1,5 milionu lidí po celém světě. Více než 1 miliarda dávek byla objednána do zahraničí. V polovině února 2021 mělo Rusko naočkováno kolem 2,2 milionu z cca 146 milionů svých občanů, z toho 1,7 milionu oběma dávkami vakcíny. Do poloviny roku 2021 by mělo být vyrobeno 83 milionu dávek. Celkem 388,1 milionu dávek je přislíbeno k dodání.
V Latinské Americe schválily do února 2021 tuto vakcínu následující státy: Argentina, Bolívie a Venezuela, objednalo si ji také Mexiko. Brazilský regulátor Anvisa naopak odmítl ruskou vakcínu schválit, protože výrobce nedodal potřebné informace. Brazílie zatím vakcínu testuje, ale objednala již několik milionů dávek. Dne 21. ledna 2021 se stal argentinský prezident Alberto Fernández prvním čelným představitelem v Latinské Americe, který byl očkován touto vakcínou.
V prosinci 2020 začalo jako jediná země EU vakcínu testovat Maďarsko, které dostalo 3000 dávek pro laboratorní testování. Původně Maďarsko oznámilo, že od použití upustilo s tím, že se bude podílet na vědeckém testování této vakcíny, ale v praxi použije vakcíny schválené v Evropské unii (EU). Avšak 21. ledna 2021 Maďarsko oznámilo, že nouzové použití ruské vakcíny schvaluje. Tímto krokem reagovalo na prodlevy společného nákupu a distribuce vakcín v rámci EU. Maďarský kabinet označil unijní organizování za skandální a informoval, že podpoří nákup i takových vakcín, které Evropská léková agentura (EMA) doposud nepovolila. Dne 6. ledna 2021 začalo nouzové očkování touto vakcínou i v Srbsku, obyvatelé si však mohou ochrannou látku sami vybrat.

### Možná evropská registrace a pokračující testování
Dne 20. ledna 2021 mluvčí RDIF informoval, že 16. ledna byla u Evropské lékové agentury (EMA) podána žádost o registraci vakcíny v Evropské unii. Agentura však ten samý den uvedla, že vakcína prozatím neprochází žádným přezkumem, první přezkum dokumentů se očekával v únoru téhož roku. Dne 10. února EMA vydala prohlášení, podle něhož dosud neobdržela žádost o registraci ani průběžný přezkum vakcíny. Vývojáři pouze vyjádřili svůj zájem, aby byla vakcína posouzena pro přezkum, nejprve ale s přezkumem musí souhlasit dvě skupiny EMA: Výbor pro humánní léčivé přípravky (CHMP) a Pandemická pracovní skupina COVID-19 EMA (COVID-ETF). Poté mohou vývojáři předložit svou žádost k zahájení procesu přezkumu.
Předpokládané datum dokončení III. fáze testování vakcíny je 1. května 2021 a vakcína se v Rusku do doby dokončení klinických testů stále používá v nouzovém režimu. Také ve většině zemí, které si vakcínu objednaly nebo ji již dostaly, je vakcína Sputnik V schválena zatím v nouzovém režimu.
Od 1. března se začal zabývat touto vakcínou i český Státní ústav pro kontrolu léčiv. Ředitel Biologického centra Akademie věd České republiky Libor Grubhoffer však varoval, že o výrobě vakcíny Sputnik V chybí data a může být znečištěná vedlejšími produkty, jak se to v minulosti stalo i u jiných ruských vakcín, obecně mohou vakcíny obsahovat například stopy onkogenů. Prvních 20 tisíc dávek mohlo přijít do Česka 25. března a očkování mělo být dobrovolné. Vakcína podle Lancetu nemá žádné závažné vedlejší účinky a proti těžkému průběhu chrání stoprocentně. Použití této vakcíny podpořil i prezident Miloš Zeman, zaslal tehdy prezidentu Putinovi dopis, kde ho o dodávku žádá. Zároveň tlačil na premiéra Babiše, aby vyměnil ministra zdravotnictví Blatného, který trval na schválení Evropskou lékovou agenturou. Senátor Pavel Fischer mu dopisem vyčetl podporu ruských zájmů a podporu výrobce, který dosud nepožádal o schválení své vakcíny v EU. K výměně ministra došlo začátkem dubna. Jeho nástupce Arenberger prohlásil, že si použití vakcíny Sputnik V dokáže představit. Mezitím však do Česka přišel dostatek schválených západních vakcín a k importu vakcíny Sputnik V do Česka nakonec nedošlo.
1. března 2021 obdrželo Slovensko prvních 200 tisíc vakcín Sputnik V. Případ provázely značné kontroverze, Slovenský SÚKL k vakcíně nevydal stanovisko a prohlásil, že chybí důkazy, že dovezená vakcína je stejná, jako ta kterou posuzuje EMA. Slovensko se nakonec spokojilo s hodnocením z maďarské laboratoře a používání vakcíny schválilo až 26. května. Očkovat se nechalo nakonec 16 tisíc lidí. Slovensko zbylé látky s blížící se expirační lhůtou prodalo za stejnou cenu, za kterou je v březnu nakoupilo zpět do Ruska, zájem také původně projevily některé balkánské země či Argentina.
Evropská léková agentura (EMA) prostřednictvím svého Výboru pro humánní léčivé přípravky (CHMP) zahájila na základě žádosti společnosti R-Pharm Germany GmbH 4. března 2021 průběžné hodnocení vakcíny Sputnik V, které mělo ukázat, zda jsou data na dostatečné úrovni, aby mohlo být u EMA požádáno o její registraci.  Teprve až bude prokázána její účinnost, bezpečnost a kvalita v souladu s obvyklými normami EU, bylo by možné si podat formální žádost o registraci této vakcíny. EMA ovšem většinou u vakcín proti covidu-19 pracuje ve zrychleném režimu a podobná rozhodnutí přicházejí v řádu týdnů až měsíců. 
Od června 2021 se měla vakcína vyrábět i v Německu prostřednictvím německé pobočky ruské společnosti R-Pharm. Použití  vakcíny podpořila Itálie, která se dohodla s Ruskem, že vakcínu Sputnik V by měla vyrábět italsko-švýcarská farmaceutická společnost Adienne Pharma & Biotech ve dvou závodech v Itálii blízko Milána.
V polovině března 2021 proběhlo v Šarišských Michaľanech na Slovensku testování vakcíny Sputnik V, přičemž cílem bylo zjistit, zda příměsi z výroby v látce nejsou zdraví škodlivé. Vakcína byla během jednoho týdne aplikována celkem 14 hlodavcům, potažmo deseti laboratorním myším a čtyřem morčatům. Během testování se sledovaly příznaky toxicity, ztráta hmotnosti a případné uhynutí hlodavců. K žádným zmíněným následkům ani ke konci testování nedošlo, tudíž podle laboratorních výsledků je vakcína považována za bezpečnou. Testovaná zvířata musela být podle slovenských zákonů přesto usmrcena. Světová zdravotní organizace v září 2021 pozastavila proces posuzování vakcíny Sputnik V pro nedostatky ve výrobním procesu, jeden ze závodů nebyl v souladu s novými osvědčenými výrobními postupy. Dne 17. prosince 2021 vývojář vakcíny uvedl, že (třetí) posilovací dávka vakcíny Sputnik poskytuje silnější protilátkovou odpověď proti omicronové variantě covidu-19, než jen dvě dávky.
18. ledna 2022 EMA stále ještě nedostala všechny dokumenty nutné k registraci vakcíny 

## Použití vakcíny

### Seznam zemí, kde byl Sputnik V registrován

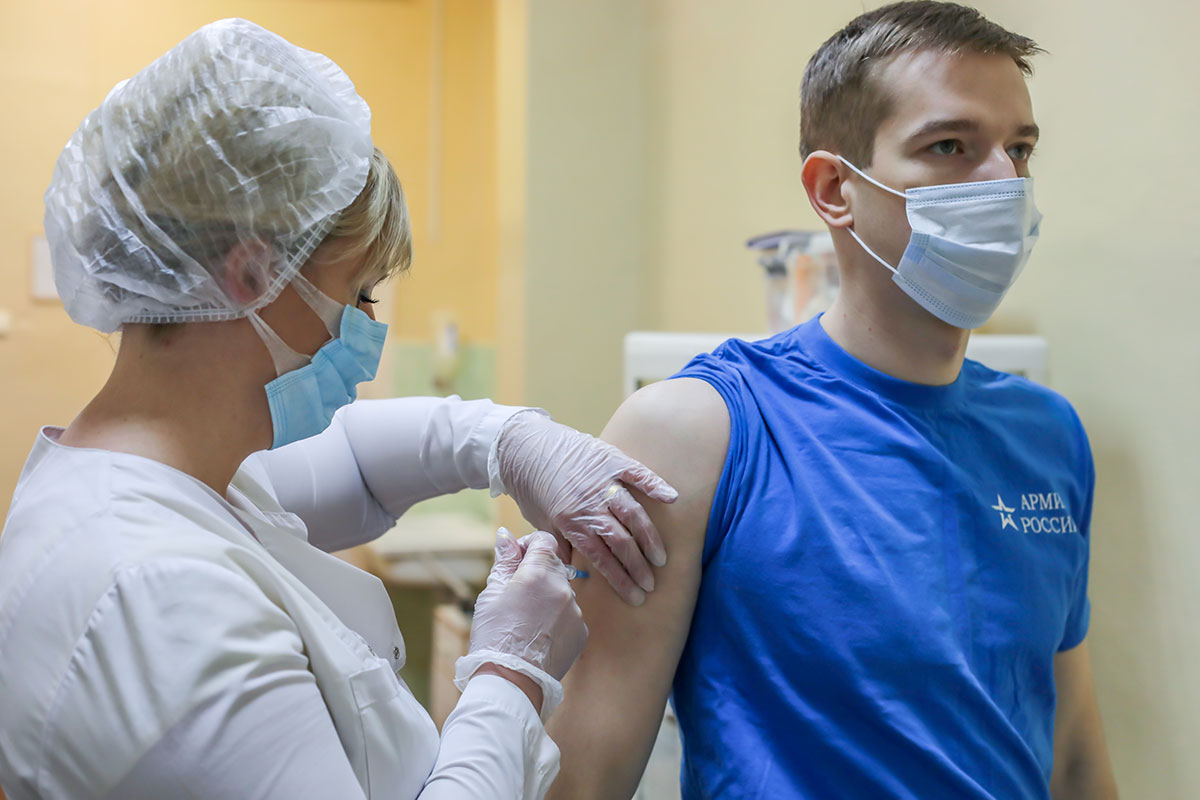
Nitrosvalová aplikace vakcíny u námořníka ruského Severního loďstva

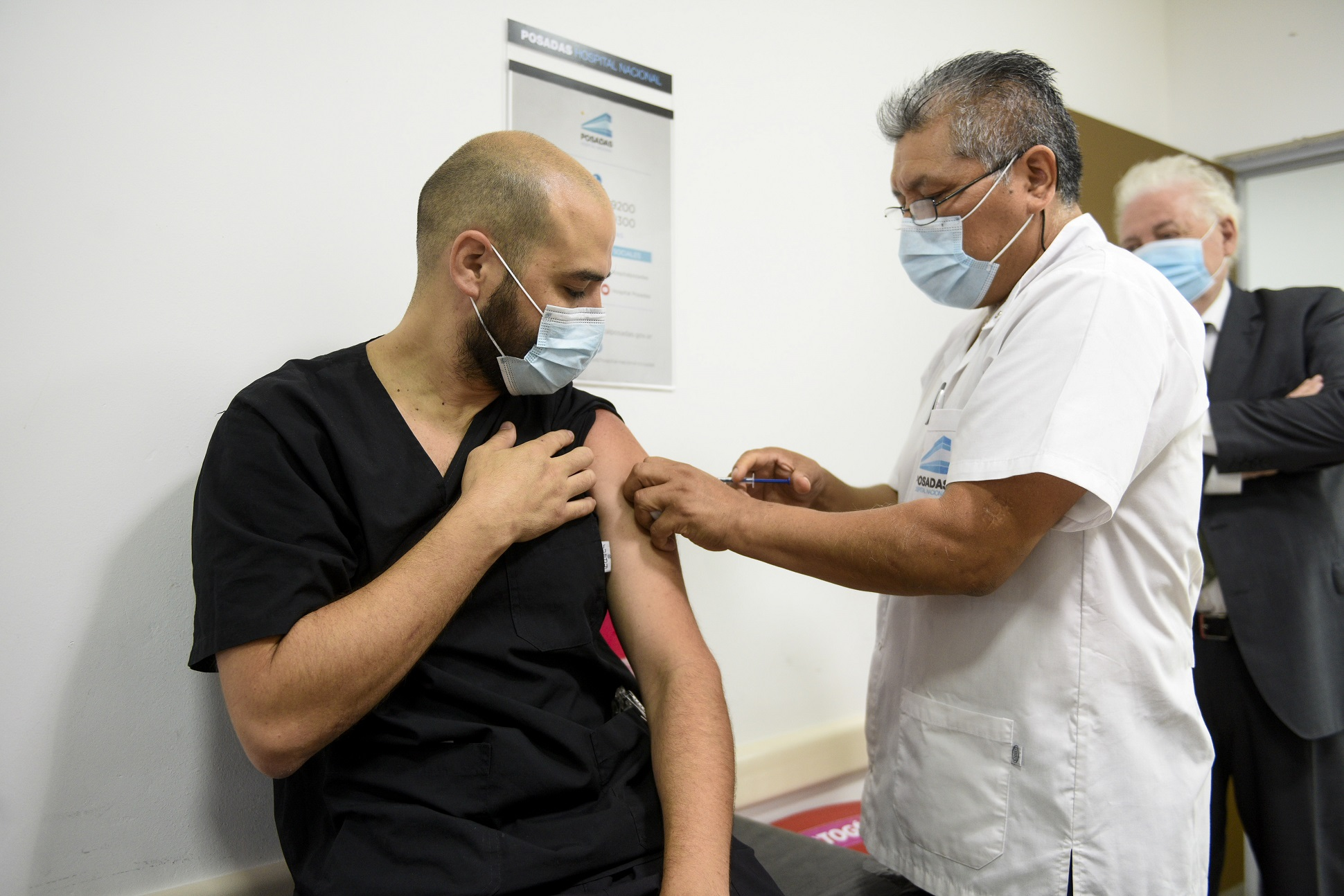
Očkování pacienta Sputnikem V v Buenos Aires

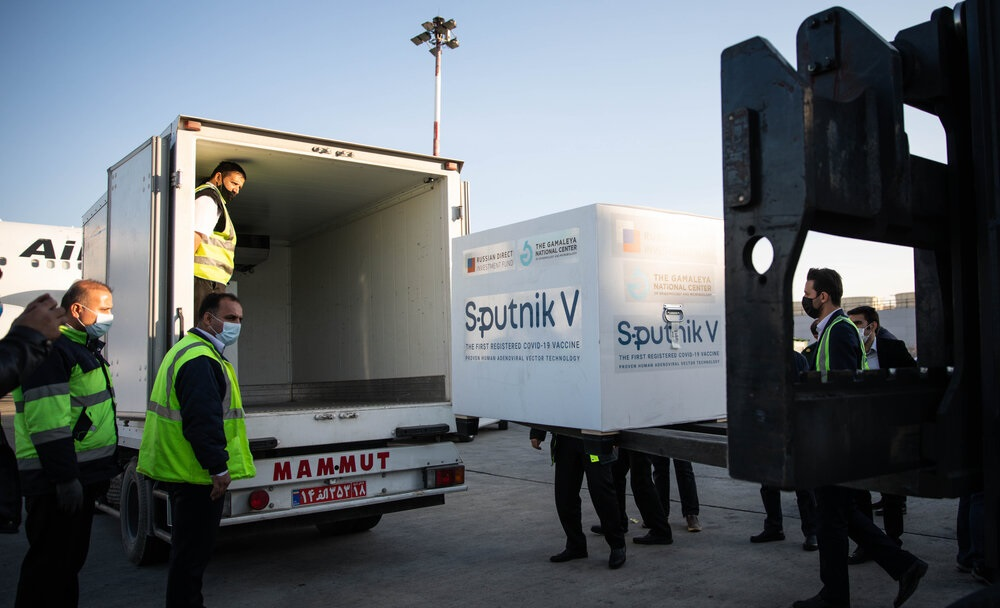
Doručení první šarže vakcíny do Íránu

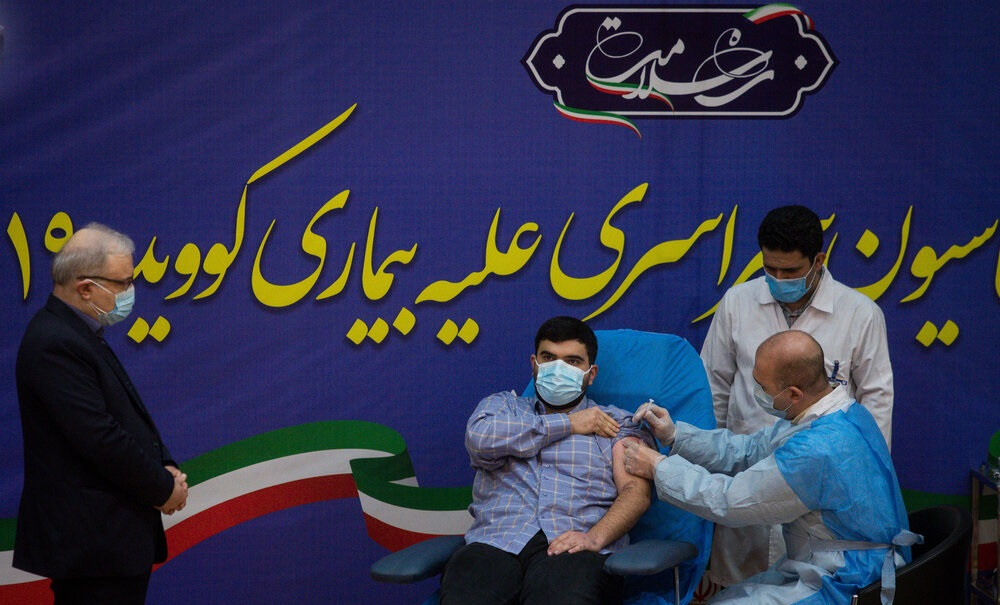
Zahájení očkování ruskou vakcínou v Íránu

Níže je obsažen seznam zemí, ve kterých byla vakcína Sputnik V schválena pro použití. Země, ve kterých je registrace sporná, jsou označeny v následující tabulce žlutou barvou. Jednotlivé státy jsou seřazeny v chronologickém pořadí dle data registrace. K 11. březnu 2021 byla vakcína Sputnik V schválená celkem ve 48 státech světa či autonomních územích. K 1. dubnu 2021 to bylo 61 států a území. 
Poté se o tuto vakcínu zajímaly i další země. V Latinské Americe se pro používání vakcíny Sputnik V proti nemoci covid-19 mj. rozhodly Peru, Chile a Kolumbie. Podle zdroje má zájem také Brazílie. Další země uznávají vakcínu při přicestování, například Austrálie, Kypr, Estonsko, Řecko, Izrael, Nový Zéland, Saúdská Arábie, Slovinsko a Thajsko.
| Pořadí | Datum registrace | Země                      | Datum použití |
| ------ | ---------------- | ------------------------- | ------------- |
| 1.     | 11/08/2020       | Rusko                     | 05/12/2020    |
| 2.     | 21/12/2020       | Bělorusko                 | 29/12/2020    |
| 3.     | 23/12/2020       | Argentina                 | 24/12/2020    |
| 4.     | 31/12/2020       | Srbsko                    | 05/01/2021    |
| 5.     | 06/01/2021       | Bolívie                   | 29/01/2021    |
| 6.     | 10/01/2021       | Alžírsko                  | 30/01/2021    |
| 7.     | 11/01/2021       | Palestina                 | —             |
| 8.     | 13/01/2021       | Venezuela                 | 17/02/2021    |
| 9.     | 15/01/2021       | Paraguay                  | 22/02/2021    |
| 10.    | 18/01/2021       | Turkmenistán              | —             |
| 11.    | 21/01/2021       | Maďarsko                  | 12/02/2021    |
| 12.    | 21/01/2021       | Spojené arabské emiráty   | —             |
| 13.    | 24/01/2021       | Pákistán                  | —             |
| 14.    | 26/01/2021       | Írán                      | 08/02/2021    |
| 15.    | 29/01/2021       | Guinea                    | —             |
| 16.    | 30/01/2021       | Tunisko                   | 11/03/2021    |
| 17.    | 01/02/2021       | Arménie                   | 13/03/2021    |
| 18.    | 03/02/2021       | Mexiko                    | 24/02/2021    |
| 19.    | 03/02/2021       | Nikaragua                 | 02/03/2021    |
| 20.    | 05/02/2021       | Libanon                   | —             |
| 21.    | 05/02/2021       | Republika srbská          | 12/02/2021    |
| 22.    | 06/02/2021       | Myanmar (Barma)           | —             |
| 23.    | 09/02/2021       | Mongolsko                 | —             |
| 24.    | 10/02/2021       | Bahrajn                   | 17/02/2021    |
| 25.    | 12/02/2021       | Černá Hora                | 20/02/2021    |
| 26.    | 12/02/2021       | Svatý Vincenc a Grenadiny | —             |
| 27.    | 12/02/2021       | Kazachstán                | 01/02/2021    |
| 28.    | 17/02/2021       | Uzbekistán                | —             |
| 29.    | 17/02/2021       | Gabon                     | —             |
| 30.    | 19/02/2021       | San Marino                | 25/02/2021    |
| 31.    | 20/02/2021       | Ghana                     | —             |
| 32.    | 22/02/2021       | Sýrie                     | 24/03/2021    |
| 33.    | 23/02/2021       | Kyrgyzstán                | —             |
| 34.    | 23/02/2021       | Guyana                    | —             |
| 35.    | 24/02/2021       | Egypt                     | —             |
| 36.    | 24/02/2021       | Honduras                  | —             |
| 37.    | 25/02/2021       | Guatemala                 | —             |
| 39.    | 26/02/2021       | Vietnam                   | —             |
| 40.    | 26/02/2021       | Moldavsko                 | —             |
| 41.    | 01/03/2021       | Slovensko                 | —             |
| 42.    | 03/03/2021       | Angola                    | —             |
| 43.    | 03/03/2021       | Džibutsko                 | —             |
| 44.    | 03/03/2021       | Konžská republika         | 24/03/2021    |
| 45.    | 04/03/2021       | Srí Lanka                 | —             |
| 46.    | 04/03/2021       | Laos                      | —             |
| 47.    | 04/03/2021       | Irák                      | —             |
| 48.    | 07/03/2021       | Severní Makedonie         | 10/03/2021    |
| 49.    | 09/03/2021       | Zimbabwe                  | —             |
| 50.    | 10/03/2021       | Maroko                    | —             |
| 51     | 10/03/2021       | Jordánsko                 | —             |
| 52.    | 10/03/2021       | Keňa                      | —             |
| 53.    | 11/03/2021       | Namibie                   | —             |
| 54.    | 12/03/2021       | Ázerbájdžán               | —             |
| 55.    | 19/03/2021       | Filipíny                  | —             |
| 56.    | 19/03/2021       | Kamerun                   | —             |
| 57.    | 19/03/2021       | Seychely                  | —             |
| 58.    | 22/03/2021       | Mauricius                 | —             |
| 59.    | 26/03/2021       | Antigua a Barbuda         | —             |
| 60.    | 30/03/2021       | Mali                      | —             |
| 61.    | 01/04/2021       | Panama                    | —             |

### Úvahy a záměry v dalších zemích
Česko
Podle katarské televizní stanice Al Jazeera česká vláda uvažovala vzhledem k velkému počtu infekcí covidem-19 v únoru 2021 o koupi vakcíny Sputnik V.
Brazílie
Podle zprávy z 29. dubna 2021 odmítl brazilský institut pro regulaci léčiv Anvisa vakcínu Sputnik V registrovat, ačkoliv o to žádalo několik brazilských unijních států. Podle pracovníka institutu Gustava Mendese je adenovirus, užitý u této vakcíny jako nosič, „schopný se reprodukovat v buňkách“. Při schvalování léčiv trvá Anvisa na vlastním ověření testovacích protokolů a klinických testů vakcíny. Ruský výrobce vakcíny Sputnik V poté obvinil Anvisu z pomluvy a hrozí jí soudní žalobou.
Český virolog Libor Grubhoffer se k tomu ve stejný den vyjádřil, že Sputnik V je „nevěrohodný“ a „přítomnost životaschopných adenovirových částic svědčí o nesprávné výrobní praxi vakcíny“.
Maďarsko
Maďarský kabinet již uvedl, že došlo k předběžnému schválení Sputniku V maďarskými úřady, neboť kvůli váhavosti Evropské komise byly nuceny si očkovací látky zprostředkovat po vlastní ose.
Německo
Dne 18. března 2021 prohlásilo několik ministerských předsedů německých spolkových zemí, mj. premiér Bavorska Markus Söder a vládnoucí starosta Berlína Michael Müller, že si přejí brzké povolení Sputniku V Evropskou lékovou agenturou, aby se zabránilo nedostatku účinných vakcín v Evropské unii.
24. března 2021 oznámila v Bavorsku farmaceutická firma R-Pharm, že zahájila přípravy na výrobu ruské vakcíny Sputnik V ve své továrně ve městě Illertissen. Starosta města, politik Křesťansko-sociální unie Bavorska (CSU) Jürgen Eisen vyjádřil radost nad tímto rozhodnutím. Bavorský ministr zdravotnictví Klaus Holetschek plánovanou výrobu Sputniku V v továrně v Illertissenu, která patří ruské společnosti, podpořil.
Rakousko
Rakouský kancléř Sebastian Kurz oznámil 31. března 2021, že se setkal s ruským velvyslancem ve Vídni a jeho země je „na posledních metrech“ před objednávkou jednoho milionu dávek Sputniku V v období od dubna do června 2021.
Slovensko
Na Slovensku Sputnik V nebyl doposud oficiálně schválen, ale došlo k objednání těchto vakcín. Na jejich nouzové použití byla udělena výjimka slovenským ministrem zdravotnictvím, podobně jako se stalo u léku ivermektin. Slovenský Štátný ústav pre kontrolu liečiv (ŠÚKL) však uvedl, že léková forma vakcíny dovezené na Slovensko není shodná s hotovým lékem, který má být předmětem posuzování Evropské lékové agentury (EMA) a dodaná šarže se svými charakteristikami a vlastnostmi liší od látky použité v předklinických testech a klinických studiích publikovaných v časopisu Lancet. Ruská strana prý také nedodala většinu údajů potřebných pro zhodnocení vakcíny a s ohledem na tyto okolnosti její užití na Slovensku nebylo schváleno. Podle ruského fondu přímých investic jsou však všechny šarže stejné, slovenský ústav prý vakcínu netestoval v laboratoři, která je součástí sítě oficiálních laboratoří EU. Slovensko údajně porušilo podmínky kontraktu a ruský fond proto požaduje zaslání dodané šarže do certifikované laboratoře.
Východ Ukrajiny
Počátkem února 2021 vakcinace Sputnikem V započala také v mezinárodně neuznaných republikách na východě Ukrajiny — v Doněcké a Luhanské lidové republice.

## Hodnocení vakcíny a politické kontroverze
Brzy po schválení vakcíny v Rusku vyjádřili někteří západní odborníci pochybnosti ohledně její bezpečnosti. Bylo poukazováno zejména na „politizaci vakcíny“ a „umělé urychlení“ celého procesu, absenci vědeckých dat a na to, že vakcína byla schválena bez řádného provedení třetí, klíčové fáze klinického testování. Rusko nicméně slíbilo doplnění dat do poloviny srpna, oznámilo zahájení třetí fáze testů a ohlásilo plán zahájit globální distribuci vakcíny už v listopadu 2020. Další fáze testování skutečně začala na konci srpna. Začátkem září byla zveřejněna studie v prestižním britském časopise The Lancet. Podle ní vakcína vytvořila protilátky u všech testovaných a u nikoho se neobjevily závažné vedlejší účinky; autoři článku však upozornili na to, že vzorek testovaných byl malý, sledování probíhalo krátkou dobu a při testování nebylo použito placebo.
V Česku tehdejší premiérův poradce Roman Prymula uvedl, že by bylo možné vakcínu nouzově schválit ve Státním ústavu pro kontrolu léčiv (SÚKL), avšak ministr zdravotnictví Jan Blatný radil v lednu 2021, aby se počkalo na schválení od EMA. 29. ledna 2021 prohlásila ředitelka Státního ústavu pro kontrolu léčiv, že nemá k dispozici informace o pravidlech na klinická hodnocení této vakcíny a pravidlech její výroby v jiných státech a doporučila počkat na schválení od EMA.
Dne 2. února 2021 byly v britském odborném časopise The Lancet publikovány předběžné výsledky klinických zkoušek vakcíny Sputnik V ve třetí fázi klinických testů (PCR testy ve srovnání s placebo skupinou). Prokázala se její bezpečnost a účinnost přes 90 procent. Článek v časopise Lancet se odvolává na registr klinických studií (NCT04530396), v americké National Library of Medicine však zatím nejsou k dispozici podrobné výsledky.
Spojené státy se snažily přesvědčit Brazílii, aby odmítla vakcínu Sputnik. Gamelejův institut v Moskvě, kde byl Sputnik vyvinut, prohlásil, že „Země by měly na záchraně životů spolupracovat. Snahy o podkopání vakcín jsou neetické a stojí životy.“ Podle některých analytiků Rusko používá Sputnik V k posilování svého vlivu ve světě. Litevská premiérka Ingrida Šimonytėová a slovenský ministr zahraničí Ivan Korčok v únoru, resp. březnu 2021 označili vývoz vakcíny do světa za součást hybridní války.
Dne 8. března 2021 požádala EMA členské státy EU, aby vakcínu Sputnik V neschvalovaly k nouzovému použití kvůli absenci dodaných dat. Výrobce vakcíny Sputnik V se následně proti tomuto varování vymezil. V té době nouzově využívaly tuto vakcínu v Evropě pouze Rusko, Bělorusko, Srbsko, Maďarsko, Bosna a Hercegovina, Severní Makedonie a vakcína dorazila také na Slovensko. V Rusku je očkování vakcínou Sputnik V v současnosti volně dostupné jak všem ruským občanům bez ohledu na věk, tak i cizincům žijícím v Rusku, ale mnoho ruských občanů se odmítá vakcínou očkovat z důvodu zakořeněné nedůvěry ke státní moci. Dle průzkumů amerických rozhlasových stanic Radio Liberty a Svobodná Evropa se v Rusku v březnu 2021 odmítalo nechat očkovat touto vakcínou 62 % lidí, byly tam však otevřené kulturní i sportovní instituce, střední školy, restaurace i bary. 
Přestože v západních zemích způsobila ruská vakcína politické střety a kontroverzi, tak mnoha západními odborníky je hodnocena pozitivně. Vakcinoložka Hildegund C. J. Ertl z amerického Wistar Institute vysoce ocenila výsledky III. fáze testování vakcíny. Dne 6. března 2021 přední americký imunolog a poradce prezidenta Joea Bidena Anthony Fauci prohlásil, že data, která získal o vakcíně Sputnik V, vypadají velmi dobře.